# Llanfihangel Ysgeifiog
Pour les articles homonymes, voir Llanfihangel.
Llanfihangel Ysgeifiog est une localité du pays de Galles située sur l’île d’Anglesey.